# Imtan
Imtan (in arabo امتان‎?) è un villaggio del Governatorato di al-Suwayda, nella Siria meridionale. Imtan si trova 37 km a sud-est del capoluogo al-Suwayda, 1189 metri sul livello del mare, nella parte meridionale di Gebel Druso.

## Storia
Si crede che il villaggio sia stato abitato sin dal 6000 a.C., nonostante ci siano poche prove che supportino questa ipotesi. Imtan contiene numerosi siti archeologici che coprono molte epoche, tra cui le rovine di bagni pubblici romani. Il villaggio giocò un ruolo importante nella Grande Rivoluzione Siriana contro la Francia del 1925.

## Popolazione
Il villaggio è abitato soprattutto da Drusi, in gran parte poveri. L'istruzione media è alta, e nel villaggio abitano 300 laureati, tra cui 80 ingegneri e 68 medici.
Gli abitanti vedono il lavoro collaborativo come un metodo per sopperire alla mancanza di servizi governativi. Hanno collaborato per la costruzione di una scuola, un centro medico ed un mercato. Hanno creato un'unione di agricoltori ed un fondo comunitario che offre aiuto alle famiglie più povere.